# Cofely
Die Cofely AG (bis August 2009 Axima AG) mit Sitz in Zürich ist ein vorwiegend im Anlagebau sowie im Anlageservice und Facilitymanagement tätiges Schweizer Unternehmen. Sie bietet Gesamtlösungen im Bereich Heizung, Lüftung, Klima, Kälte, Sanitär, Gebäudeautomation, Energie- und Elektrotechnik, Telematik sowie industrielle Medien und verfügt über mehr als 30 Standorte in der Deutsch- und Westschweiz.
Das durch einen Spin-off des Sulzer-Konzerns als «Sulzer Infra» hervorgegangene Unternehmen beschäftigt 1’455 Mitarbeiter und erwirtschaftete 2007 einen Umsatz von 482 Millionen Schweizer Franken. Seit 2001 gehört Cofely zum französischen Engie-Konzern.

## Tätigkeitsgebiet
Die Aktivitäten umfassen die drei Geschäftsbereiche Anlagebau, Service und Facility Management.
Der Bereich Anlagenbau, in dem knapp drei Viertel des Gesamtumsatzes erwirtschaftet wird, beinhaltet die Beratung und Planung sowie die Realisierung und die Erneuerung von technischen Anlagen.
Der Geschäftsbereich Service beschäftigt sich mit Wartung und Inspektion, Störungsbehebung und Instandsetzung sowie Betriebsoptimierung.
Das Facilitymanagement umfasst die Bewirtschaftung inklusive Verwaltung, Wartung und Reinigung von Arealen, Dienstleistungszentren, Freizeitanlagen, Industriegesellschaften, Infrastrukturen und Produktionsstätten sowie die Versorgung mit Daten, Elektrizität, Kälte, Licht, Luft, Prozessmedien, Wärme und Wasser. Darüber hinaus werden verschiedene mit der Führung, dem Betrieb und der Überwachung der Infrastruktur zusammenhängende Dienstleistungen angeboten.

## Geschichte
Das Unternehmen hat seine Wurzeln in der 1834 gegründeten «Gebrüder Sulzer». 1967 wurde die bisherige Abteilung «Heizung und Lüftung» zur Konzerngruppe «Heizungs- und Klimatechnik» und 1988 zum eigenständigen Konzernbereich «Betriebs- und Gebäudetechnik» umstrukturiert.

### Sulzer Infra
Mit der Schaffung von sechs Unternehmensbereichen legte Sulzer 1990 den Grundstein für die Zentralisierung aller Aktivitäten im Bereich Betriebs- und Gebäudetechnik. Im Jahr darauf wurden die Filialen und zentralen Stellen dieser Sparte zur «Sulzer Infra (Schweiz) AG» zusammengeführt und ein einheitliches Erscheinungsbild geschaffen.
Sulzer Infra zählte auf seinem Höhepunkt im Jahr 2000 mit über 5'500 Mitarbeitern und einem Umsatz von mehr als 1,5 Milliarden Franken zu den führenden europäischen Anbietern technischer und infrastruktureller Dienstleistungen für Gebäude und Industrie. Fast 90 Prozent des Umsatzes wurde in den Kernmärkten Deutschland (27 %), der Schweiz (26 %), Grossbritannien (24 %) und Spanien/Portugal (10 %) erwirtschaftet.

Logo der ehemaligen Axima AG

### Axima
Im April 2001 wurde Sulzer Infra mit ihren drei Kernaktivitäten an die Groupe Fabricom, einer belgischen Tochtergesellschaft des französischen Suez-Konzerns, verkauft und trat fortan unter dem Namen Axima auf. Während die ausländischen Aktivitäten der bisherigen Sulzer Infra als eigene Ländergesellschaften (in Deutschland die Axima GmbH) unter dem Dach von Suez vom Schweizer Stammhaus abgespalten wurden, wurden 2003 die Schweizer Axima-Gesellschaften zur Axima AG zusammengeschlossen. In der Folge tätigte die Schweizer Axima mehrere Übernahmen und baute ihre Aktivitäten in der Schweiz weiter aus. Seit dem 1. September 2009 tritt die Axima in der Schweiz unter dem Namen Cofely auf. Die französische Mutter Engie schafft damit europaweit eine einheitliche Marke.